# 陶宏开
陶宏开（1946年—），出生于湖北武汉，是美籍华人，被称为社会学家、教育学家、素质教育倡导者，也是华中师范大学特聘教授。但以上头衔均未得到证实。

## 主要事迹
陶宏开于1964年进入华中师范学院的英语系学习。1977年，考入华中师范学院史学家章开沅教授门下，学习研究生课程，1981年毕业后留校任教。1984年，他应邀到美国密歇根大学做了2年访问学者。在美7年时间自称从事素质教育、中美文化、教育等课题比较，但是未见到任何一篇文章发表。1987年定居纽约，之后获得六四绿卡，后加入美国国籍。2002年退休后回到武汉，担任华中师范大学特聘教授，但此项任命目前尚未见到职位聘书。 
陶宏开出版了多本书籍。在2004年底，共青团中央聘请陶宏开为“青少年网络文明爱心大使”。在2005年中华人民共和国国庆节期间，他获国务院颁发的2005年中国政府“友谊奖”，并受到温家宝、吴仪等中央领导人接见。2006年初，获共青团中央、中央文明办等五部委颁发的“杰出贡献奖”。
陶宏开声称自己在华师是不拿薪水的，又宣称将其在华师任教两年的薪水办成了奖学金。
|  | 我个人要那么多钱做什么？我在美国有退休金，有存款，还有房产，回国教书，纯粹是为了一份感情。 ──陶宏开在接受采访时表示 |

陶宏开曾与其阮姓徒弟在武汉聯合创办“蓝天更蓝素质教育基地”，实则以军事化管理，暴力行为的方式去虐待学生以达到“戒网瘾”的目的。其中有一些学生只是因为早恋、同性恋、家庭关系不合导致的心理疾病而被家长送了进来。
截至2022年，陶宏开仍然活跃于“戒网瘾”领域，但其关注点已转向直播打赏相关问题。

## 著作和活动
- 《陶宏开向网瘾宣战》
- 《孩子都有向上的心》
- 《陶宏开解救网瘾孩子》
- 《网瘾不是孩子的错》
- 《回来吧，孩子》
- 《破“网”重生》
- 《他们是在戒网瘾吗？人民需要真相[永久]》痛批杨永信

2005年1月，中国青年出版社出版的陶宏开的第一本书籍《陶宏开向网瘾宣战》受到了社会的一致好评。而国家新闻出版总署和国家广播电影电视总局将其出版书籍《孩子都有向上的心》《回来吧，孩子》列入100本推荐书目中。

## 言论

### 批评网络游戏
2009年7月17日晚，中央电视台《经济半小时》采访了陶宏开，在节目中他将《魔兽世界》和毒品、摇头丸相比，随后被玩家人肉搜索。
之后，在各大网站均出现攻击他的言论，仅有少数人支持他的观点。而陶宏开接受采访时说：“骂得越狠，越说明我是对的。”
大量的玩家质疑他并要求他公开道歉。而陶宏开在接受一次采访时认为玩家应该为自己的不理性向他道歉。
陶宏开在其博客中发表了大量批评网络游戏的文章，他认为，不良的网络游戏可以导致青少年染上网瘾甚至走上犯罪的道路。
2015年5月13日，陶宏开在微博中突然向王思聪开炮。他在文章中写道：“王思聪这样X狗的人“热爱”《英雄联盟》之类的鸦片游戏，是IG电子竞技俱乐部创始人，真是为《英雄联盟》之类‘电子竞技’的鸦片游戏大赛‘增光’了，近年来，鸦片游戏《英雄联盟》的比赛诱惑毒害了最多的青少年，必须尽快铲除！”然而在5月16日，陶宏开发表微博表扬一名用户，对其戒掉《英雄联盟》一事公开夸赞道：“不重复错误是最聪明的人。”在微博中下一位用户留言调侃“下载了Dota2告别鸦片游戏”，而陶宏开却回复到：“祝贺你！”结果受到了玩家的嘲笑。

### 为《亮剑2》作宣传
多家媒体报道，2012年5月21日，陶宏开出现在网络游戏《亮剑2》公测前的品鉴会上。陶称此网游为“健康网游”，称其有“重视民族精神”等多项好处，并推荐青少年试玩。此消息引发大量网民关注和质疑，陶随后在接受记者采访时，称自己一贯只反让人上瘾的“不好的网络游戏”，支持“内容健康、运营方式不能成瘾、虚拟度低，不脱离现实生活”的“好游戏”。并称自己拒绝了代言邀请，只拿了极少的劳务费。

## 评价

### 支持
- 陶宏开的支持者大多数为青少年家长，他们认为陶宏开可以治疗青少年的网瘾，并不断提议要封杀不良网络游戏，有些家长甚至提议要把良的和不良的网络游戏一起封杀。

### 反对和质疑
- 陶宏开的反对者大多数为网络游戏玩家，他们认为，适度游戏没有危害，陶宏开是在丑化、妖魔化网络游戏，并打出了为游戏正名的口号，在网上发表了大量的文章，试图摆脱人们对网络游戏的偏见。
- 尽管有很多国家级荣誉，有许多家长加入了陶宏开所谓的素质教育活动中，陶宏开亦声称自己的教育取得了良好的效果。但仍有人认为，陶的理论不符合素质教育，并质疑陶宏开的留学经历。华中师范大学网上的教授名单[11]中没有出现他的名字，华中师范大学机构名单[12]中也没有陶宏开管理的所谓素质教育研究中心，有人认为该素质教育研究中心实际上是一家营利机构，陶宏开亦是一个商人，陶宏开所有的行为实际上是一种商业炒作。自从“魔兽事件”之后几日内，百度“陶宏开”显示在第一项的是其素质教育研究中心的一个付费的商业推广，而在这之前该商业推广是不存在的。
- 此外，也有人质疑凭六四绿卡滞留美国、之后加入美国籍的陶宏开大谈“爱国”的行为，陶宏开也被讽刺为“美籍爱国人士”。